# Atenas micénica

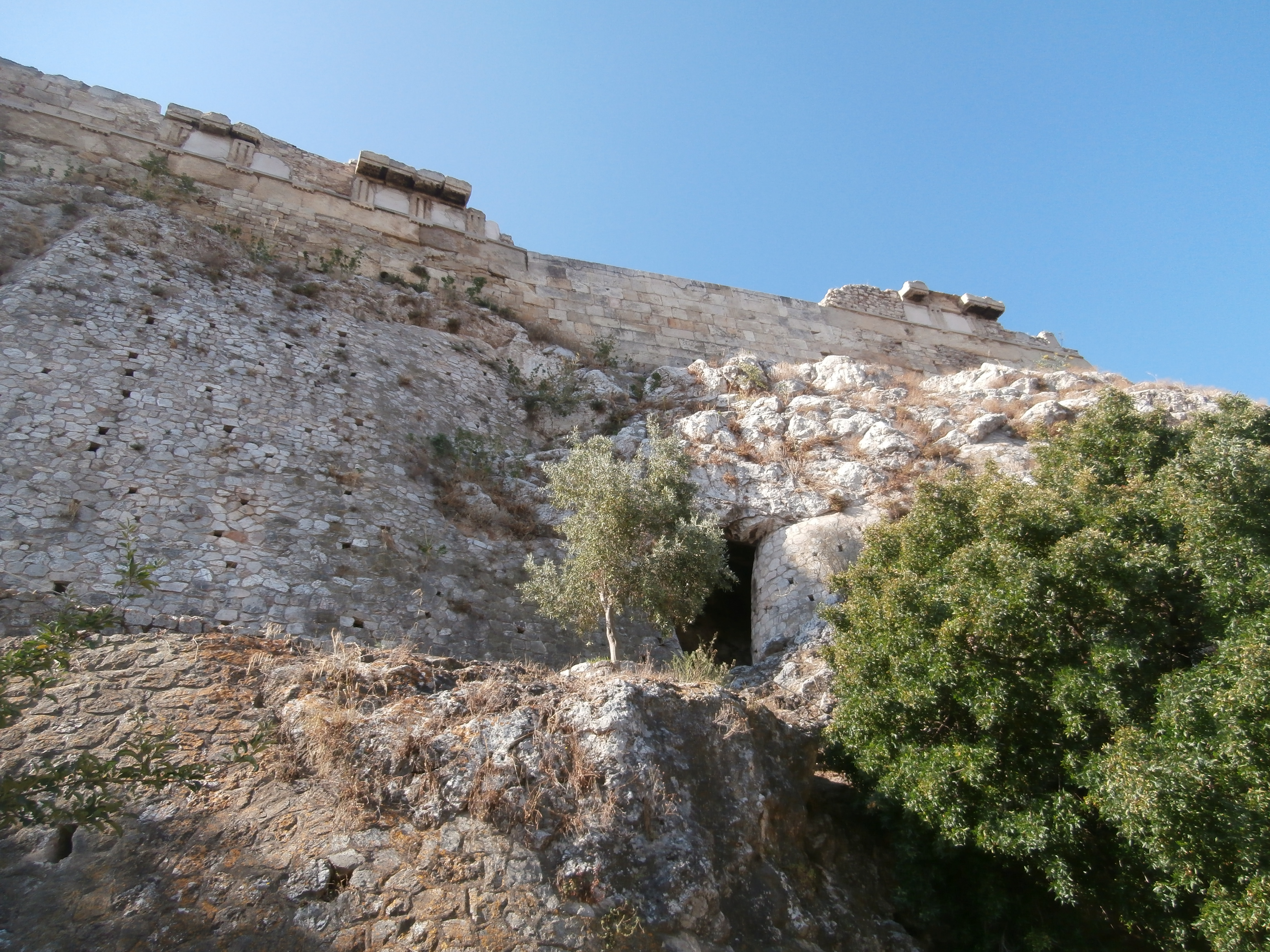
Ladera septentrional de la acrópolis de Atenas, donde se aprecia la fisura natural donde se ubica la fuente de época micénica.

La Atenas micénica es el periodo de la historia de Atenas en el que la ciudad estuvo bajo la cultura micénica.

## Atenas en el apogeo de la civilización micénica
En la región griega del Ática, Atenas fue el centro más importante de la Edad del Bronce Reciente. Las investigaciones arqueológicas señalan la presencia de actividad constructiva desde el periodo Heládico Reciente IIIA en la acrópolis. También se han hallado en varias zonas de la ciudad tumbas de cámara con ricos ajuares funerarios que pertenecen a este mismo periodo (el Heládico Reciente IIIA). En particular, en el área del ágora se hallaba una necrópolis donde se han excavado tumbas de todas las fases de la época micénica, pero en los  siglos XVI-XIV a. C. son más abundantes que en los siglos XIII-XII a. C.
En una fase posterior, el Heládico Reciente IIIB, en torno al 1270 a. C., se edificó en la ciudadela lo que algunos investigadores creen que fue un palacio y otros una gran mansión. En torno a la acrópolis, al final de este periodo, se constata la presencia de un sistema de abastecimiento de agua a la vez que se construyó una muralla ciclópea. Hay otros restos micénicos en otros lugares del Ática, como un megaron en Eleusis y tumbas en Spata, Tórico, Menidi y Maratón. Sin embargo, a diferencia de otros centros micénicos, no se ha hallado en toda esta región ningún escrito en lineal B. Aunque se supone, por la importancia de la edificación mencionada en la acrópolis y por la presencia en Atenas de plomo que procedía de las minas de Laurión, que el wanax de Atenas debía de tener bajo control toda la región, no hay suficientes datos para afirmar esto con total seguridad.
Entre los restos materiales que pueden destacarse figura el denominado «anillo de Teseo», que es un anillo de oro donde se representa una escena de taurocatapsia y a sus lados un león y un árbol. Esta joya supuestamente fue hallada en la década de 1950 en la zona de Anafiotiki, entre los deshechos de tierra de los trabajos de las excavaciones de la acrópolis y estaba en posesión de un particular antes de que en 2004 pasara a ser conservada en el Museo Arqueológico Nacional de Atenas. Por otra parte, en las excavaciones de la antigua ágora realizadas en 1939 se halló la tumba de cámara donde había sido enterrada una mujer —llamada «dama del ágora»— aunque su cuerpo fue retirado desde la antigüedad. Sin embargo en la tumba permanecía un rico ajuar funerario compuesto por piezas de cerámica, una píxide de marfil con relieves de grifos atacando a un ciervo, otra píxide de menos tamaño con relieves de moluscos, unas cien láminas de oro con formas vegetales que debían estar cosidas en sus ropas, tres alfileres de hueso, un espejo y una lámpara de bronce. Un tercer hallazgo muy llamativo fue otra tumba de cámara encontrada en 1930 en Koukaki mientras se trabajaba en los cimientos de construcción de un edificio. Tampoco contenía restos de huesos pero algunos restos del ajuar que pudieron conservarse indican que su ocupante fue otra mujer —por lo que se la ha denominado «dama de Koukaki». De este ajuar se conservan ocho láminas de oro en forma de roseta, un sello con un león, un anillo de oro, y varios útiles de aseo. Estos tres destacados conjuntos de objetos relacionados con personalidades de élite de la época pueden situarse cronológicamente en torno al año 1400 a. C.

## Atenas en la fase final del mundo micénico
Se da la circunstancia de que en la época de la destrucción de los centros palaciales micénicos de otras partes de Grecia, en Atenas no se aprecian signos de destrucción, por lo que el asentamiento tuvo continuidad durante los siglos XII y XI a. C. —que corresponden a las épocas Heládico Reciente IIIC y Submicénico— y se cree que tanto Atenas como otros lugares del Ática como Peratí pudieron servir de refugio para gentes de otros lugares del mundo micénico que sí fueron destruidos. La arqueología ha sacado a la luz algunas tumbas de cámara del Heládico Reciente IIIC en el área, pero luego, en el submicénico, lo que abundan son las tumbas individuales en cista o de fosa. No obstante, es posible que el palacio o la mansión de la acrópolis dejara de estar en uso y fuera sustituido por casas ya a mediados del Heládico Reciente IIIC. Otros cambios que tuvieron lugar hacia el siglo XI a. C. son el uso más generalizado del hierro y la aparición de un nuevo estilo de cerámica. Todos estos cambios que se aprecian en los restos materiales indican que en estos periodos finales del mundo micénico se estaban produciendo en Atenas transformaciones en la vida social, la economía y la política.

## Excavaciones
Las primeras excavaciones en la acrópolis que sacaron a la luz restos de época micénica fueron realizadas por Panagiotis Kavvadias y Georg Kawerau entre 1895 y 1900. Posteriormente se realizaron otras excavaciones en la acrópolis en los años 1950.